# Élections législatives de 2024 en Corrèze
Les élections législatives françaises de 2024 se dérouleront les 30 juin et 7 juillet 2024. Dans la Corrèze, deux députés sont à élire dans le cadre de deux circonscriptions.
Le scrutin intervient trois ans avant la fin normale du mandat de la législature sortante à la suite de la dissolution de l'Assemblée nationale par Emmanuel Macron, en réaction à la lourde défaite au niveau national de la coalition présidentielle Ensemble aux élections européennes, où elle est devancée de près de 17 points par le Rassemblement national.

## Contexte

### À l'Assemblée
En 2022, en lien avec l'impopularité d'Emmanuel Macron, la coalition présidentielle perd son député en Corrèze en la personne de Christophe Jerretie et aucun de ces candidats n'arrivent au second tour de l’élection législative en 2022 dans le département. Cette situation permet de faire élire deux députés de droite, qui est très implanté en Corrèze. Francis Dubois le maire de Lapleau est élu dans la première circonscription, anciens fiefs des anciens chefs de l'État, Jacques Chirac et François Hollande. Frédérique Meunier est quant à elle réélue pour un second mandat dans la seconde circonscription de la Corrèze
Francis Dubois intègre la commission des Affaires culturelles et de l'Éducation avant de rejoindre la commission des Affaires économiques en décembre 2023. Il critique fortement la méthode du gouvernement au sujet de la réforme des retraites et vote la motion de censure déposée par le groupe LIOT, contrairement à la ligne officielle de son parti.
Frédérique Meunier réintègre la commission des Affaires culturelles et de l'Éducation et devient l'une des secrétaires de cette commission. Elle fait partie des rares députés des Républicains à demander une loi sur la fin de vie et en mars 2024 Frédérique Meunier présente sa proposition de loi contre les déserts médicaux, elle entend donner une deuxième chance aux étudiants qui ont raté de peu le concours de deuxième année en médecine, contre un engagement de leur part à travailler 10 ans en milieu rural.

### Élections européennes
Lors des élections européennes de 2024, le Rassemblement national est en tête dans le département avec 32,58 % des voix pour la liste conduite par Jordan Bardella. Il est suivi par la liste du Parti socialiste, conduite par Raphaël Glucksmann avec 15,23 % puis la liste de la majorité présidentielle Ensemble, conduite par Valérie Hayer avec 12,25 % et enfin par la liste des Républicains de François-Xavier Bellamy avec 8,28 %. La liste de La France insoumise, conduite par Manon Aubry, arrive en cinquième position avec 5,99 % des suffrages.

#### Européennes de 2024 par circonscription
| Circonscription | RN      | PS - PP | ENS     | LR     | LFI    |
| --------------- | ------- | ------- | ------- | ------ | ------ |
| Circonscription |         |         |         |        |        |
| 1re             | 31,64 % | 15,76 % | 11,21 % | 8,11 % | 6,12 % |
| 2e              | 33,54 % | 14,67 % | 13,32 % | 8,47 % | 5,85 % |

## Système électoral
Les élections législatives ont lieu au scrutin uninominal majoritaire à deux tours dans des circonscriptions uninominales.
Est élu au premier tour le candidat qui réunit la majorité absolue des suffrages exprimés et un nombre de voix au moins égal au quart des électeurs inscrits dans la circonscription, soit 25 %. Si aucun des candidats ne satisfait ces conditions, un second tour est organisé entre les candidats ayant réuni un nombre de voix au moins égal à un huitième des inscrits, soit 12,5 %. Les deux candidats arrivés en tête du 1er tour se maintiennent néanmoins par défaut si un seul ou aucun d'entre eux n'a atteint ce seuil. Au second tour, le candidat arrivé en tête est déclaré élu,.
Le seuil de qualification basé sur un pourcentage du total des inscrits et non des suffrages exprimés rend plus difficile l'accès au second tour lorsque l'abstention est élevée. Le système permet en revanche l'accès au second tour de plus de deux candidats si plusieurs d'entre eux franchissent le seuil de 12,5 % des inscrits. Les candidats en lice au second tour peuvent ainsi être trois, un cas de figure appelé « triangulaire ». Les second tours où s'affrontent quatre candidats, appelés « quadrangulaire » sont également possibles, mais beaucoup plus rares,.

### Partis et nuances
Les résultats des élections sont publiés en France par le ministère de l'Intérieur, qui classe les partis en leur attribuant des nuances politiques. Ces dernières sont décidées par les préfets, qui les attribuent indifféremment de l'étiquette politique déclarée par les candidats, qui peut être celle d'un parti ou une candidature sans étiquette.
Seuls le Parti communiste français (COM), La France insoumise (FI), le Parti socialiste (SOC), le Parti radical de gauche (RDG), Les Écologistes (VEC), Renaissance (RE), le Mouvement démocrate (MDM), Horizons (HOR), l'Union des démocrates et indépendants (UDI), Les Républicains (LR), le Rassemblement national (RN) et Reconquête (REC) se voient attribuer en 2024 des nuances propres. Les coalitions Ensemble et Nouveau front populaire, ainsi que les candidats de l'alliance LR-Ciotti-RN, en bénéficient également indirectement, les nuances Ensemble ! (Majorité présidentielle) (ENS), Union de la gauche (UG) et Union de l'extrême-droite (UXD) étant attribuables aux candidats bénéficiant respectivement du soutien de deux partis du centre, de deux partis de gauche ou de deux partis d'extrême-droite,.
Tous les autres partis se voient attribuer l'une ou l'autre des nuances suivantes : EXG (extrême gauche), DVG (divers gauche), ECO (écologiste), REG (régionaliste), DVC (divers centre), DVD (divers droite), DSV (droite souverainiste) et EXD (extrême droite). Des partis comme Debout la France ou Lutte ouvrière ne disposent ainsi pas de nuances propres, et leurs résultats nationaux ne sont pas publiés séparément par le ministère, car mélangés avec d'autres partis (respectivement dans les nuances DSV et EXG).

### Dates
Selon les dispositions de la Constitution, les élections en cas de dissolution doivent se tenir dans les vingt à quarante jours après la signature du décret de dissolution et l'expiration des pouvoirs de l'Assemblée nationale. L'Assemblée doit ensuite se réunir le deuxième jeudi qui suit son élection. Les élections législatives sont fixées par le gouvernement aux 30 juin et 7 juillet,,,.
Le décret de convocation des électeurs du président de la République — qui suit le décret de dissolution également pris par celui-ci — ayant fixé les élections trois semaines après sa signature, le délai de dépôt des candidatures pour le premier tour prévu par le code électoral, fixé au quatrième vendredi précédant le jour du scrutin, n'est pas applicable à ces élections législatives. Conformément à la jurisprudence du Conseil constitutionnel, la date limite de dépôt de candidature pour le premier tour est donc édictée par ce décret, qui la fixe au dimanche 16 juin à 18 heures.
Les déclarations de candidature doivent être déposées à la préfecture à Tulle. Le dépôt doit avoir lieu entre le 12 et le 16 juin à 18 heures pour le premier tour,. À la clôture du dépôt, un tirage au sort a lieu pour chaque circonscription afin de déterminer l'ordre de présentation des candidats. Le préfet publie ensuite un arrêté donnant la liste des candidats pour le premier tour.
Pour le second tour, les déclarations de candidature doivent être déposées du 1er au 2 juillet 2024 à 18 heures,. L'ordre de présentation des candidats est déterminé par les résultats du premier tour.

## Campagne et positionnement des partis

### Majorité présidentielle: Ensemble
Peu après la dissolution, la majorité présidentielle en Corrèze annonce, par la voix d'Isabelle Celle (présidente de Renaissance dans le département), qu'elle investira certainement aucun candidat. Le parti présidentiel considère que les deux députés LR sortants sont dans "l'arc républicain" invoqué par Emmanuel Macron.
Le 16 juin, la majorité présidentielle annonce officiellement qu'ils ne présenteront aucun candidat dans les deux circonscriptions corréziennes : « C’est une décision qui nous frustre, qui nous attriste, mais qui est courageuse. Nos militants et nos électeurs doivent également se sentir frustrés, mais j’espère qu’ils comprendront ce choix fait avec gravité et raison ». Les instances locales de la majorité présidentielle appellent à voter pour Frédérique Meunier dans la deuxième circonscription mais ne donnent pas de consigne de vote pour la première circonscription. Les raisons avancées : un député sortant, Francis Dubois qui a pris « des positions radicales et pas acceptables vis-à-vis de la majorité. Et une candidature de François Hollande qui ne fait pas l’unanimité. » Cependant, le Premier ministre Gabriel Attal annonce le lendemain sur RTL qu'il soutiendra le député de droite sortant.

### À droite
Peu après l'annonce de la dissolution par Emmanuel Macron, les deux députés sortant LR, Frédérique Meunier et Francis Dubois, annoncent qu'ils repartent en campagne,. Le 11 juin, Éric Ciotti annonce par surprise vouloir faire alliance avec le Rassemblement national, les deux députés corréziens critiquent la position du président de leur parti et menace de le quitter ou de rejoindre le groupe LIOT s'ils sont élus,.
Francis Dubois, critique très lourdement le choix d'Éric Ciotti : « je resterai fidèle à mes valeurs, même si cela doit me coûter mon poste de député, mais je préfère revenir à Lapleau plutôt que je bafoue mes valeurs. » Il annonce dans la foulée qu'il quitte le parti Républicains et rejoint le micro-parti de Xavier Bertrand, Nous France et celui d'Aurélien Pradié, Du courage.

### À l'extrême droite
Le 11 juin, le Rassemblement national a donné l'investiture, dans la deuxième circonscription de la Corrèze, à son délégué départemental et conseiller régional Valéry Élophe. Dans la première circonscription, il s'agira de Maïtey Pouget, déjà candidate en 2022.
Dès le 10 juin, des discussions entre Rassemblement national et Reconquête  s'amorcent dans le cadre d'une « union des droites » mais le RN refuse le 11 un accord avec le parti d'Éric Zemmour. À la suite de ce rejet, des dissensions internes éclatent avec l'exclusion de quatre eurodéputés du parti dont Marion Maréchal ayant appelé à soutenir les candidats de cette coalition des droites. Le 16 juin, Éric Zemmour annonce finalement l'investiture de candidat dans 330 circonscriptions.
En Corrèze, le parti a décidé de ne pas présenter de candidat dans la 2e circonscription face au RN Valéry Élophe.
Gilles Oguinena, déjà candidat en 2022, est investi par Reconquête dans la 1re circonscription.

### Union de la gauche: Nouveau Front populaire
Au lendemain des élections européennes, des discussions entre les forces de gauche ont lieu pour former une coalition avec une candidature unique dans chaque circonscription. Elles aboutissent à la création d'une coalition appelée « Nouveau Front populaire (NFP) » dans la soirée.
Le 12 juin, La France insoumise, le Parti socialiste, Les Écologistes et le Parti communiste français trouvent un accord pour une répartition des différents circonscriptions entre eux et leurs alliés - en prenant en compte à la fois les députés sortants ainsi que les résultats des européennes. Le 13 juin au soir, les partis du « Nouveau Front populaire » officialisent leur accord sur la campagne, le programme et la répartition des circonscriptions,. Selon l'accord national du Nouveau Front populaire, dans la Corrèze, la 1re circonscription est réservé à un candidat du Parti socialiste. Les Écologistes obtient la 2e circonscription,.
Dans la première circonscription, alors que Bernard Combes, maire de Tulle, ou Philippe Brugère, maire de Meymac, étaient pressentis, c'est finalement l'ancien président de la République François Hollande qui est le candidat de cette union. Si, dans un premier temps, il ne reçoit pas l’investiture du NFP au niveau national (n'ayant été proposé que par la fédération locale du PS), celle-ci est validée officiellement plus tard dans la journée. Hollande déclare au sujet de sa candidature « C’est une décision inédite pour un ancien président de la République. Je l’ai prise parce que j’ai estimé que la situation était grave. Jamais l’extrême droite n’a été aussi proche du pouvoir depuis la Libération. Comment rester indifférent ? ».
Pour la deuxième circonscription, il s'agit de l'écologiste et conseillère régionale Amandine Dewaele.

## Résultats

### Élus
| Circonscription | Député sortant     | Parti | Parti   | Groupe | Député élu ou réélu | Parti | Parti   | Groupe |
| --------------- | ------------------ | ----- | ------- | ------ | ------------------- | ----- | ------- | ------ |
| 1re             | Francis Dubois     |       | LR      | LR     | François Hollande   |       | PS      | SOC    |
| 2e              | Frédérique Meunier |       | LR - SL | LR     | Frédérique Meunier  |       | LR - SL | DR     |

### Taux de participation
| Taux de participation | 1er tour | 1er tour | 1er tour   | 2d tour | 2d tour | 2d tour    | Différence entre les deux tours |
| Taux de participation | En 2022  | En 2024  | Différence | En 2022 | En 2024 | Différence | Différence entre les deux tours |
| --------------------- | -------- | -------- | ---------- | ------- | ------- | ---------- | ------------------------------- |
| À midi                | 24,62 %  | 32,23 %  | 7,61       | 28,50 % | 33,88 % | 5,38       | 1,65                            |
| À 17 heures           | 46,91 %  | 65,09 %  | 18,18      | 45,87 % | 64,16 % | 18,29      | 0,93                            |
| Final                 | 56,09 %  | 73,12 %  | 17,03      | 54,58 % | 73,38 % | 18,8       | 0,26                            |

### Résultats à l'échelle du département

#### Résultats par coalition
| Parti                                       | Parti                                       | Parti                       | Premier tour | Premier tour | Premier tour | Second tour | Second tour   | Second tour | Total Sièges  | +/-           |
| Parti                                       | Parti                                       | Parti                       | Voix         | %            | Sièges       | Voix        | %             | Sièges      | Total Sièges  | +/-           |
| ------------------------------------------- | ------------------------------------------- | --------------------------- | ------------ | ------------ | ------------ | ----------- | ------------- | ----------- | ------------- | ------------- |
|                                             | Rassemblement national (RN)                 | Rassemblement national (RN) | 43 548       | 33,56        | 0            | 46 101      | 35,73         | 0           | 0             | en stagnation |
|                                             |                                             | Parti socialiste (PS)       | 24 720       | 19,05        | 0            | 28 751      | 22,28         | 1           | 1             | Nv            |
|                                             | Les Écologistes (LÉ)                        | 17 063                      | 13,15        | 0            | Retrait      | Retrait     | Retrait       | 0           | en stagnation |               |
| Total Nouveau Front populaire (NFP)         | Total Nouveau Front populaire (NFP)         | 41 783                      | 32,20        | 0            | 28 751       | 22,28       | 1             | 1           | 1             |               |
|                                             |                                             | Les Républicains (LR)       | 22 456       | 17,30        | 0            | 37 354      | 28,95         | 1           | 1             | 1             |
|                                             | Nous France (NF)                            | 18 816                      | 14,50        | 0            | 16 821       | 13,04       | 0             | 0           | Nv            |               |
| Total Union de la droite et du centre (UDC) | Total Union de la droite et du centre (UDC) | 41 272                      | 31,80        | 0            | 54 175       | 41,99       | 1             | 1           | 1             |               |
|                                             | Lutte ouvrière (LO)                         | Lutte ouvrière (LO)         | 2 612        | 2,01         | 0            |             |               |             | 0             | en stagnation |
|                                             | Reconquête (REC)                            | Reconquête (REC)            | 563          | 0,43         | 0            | 0           | en stagnation |             |               |               |
|                                             |                                             |                             |              |              |              |             |               |             |               |               |
| Suffrages exprimés                          | Suffrages exprimés                          | Suffrages exprimés          | 129 778      | 95,94        |              | 129 027     | 95,05         |             |               |               |
| Votes blancs                                | Votes blancs                                | Votes blancs                | 3 051        | 2,26         | 4 081        | 3,01        |               |             |               |               |
| Votes nuls                                  | Votes nuls                                  | Votes nuls                  | 2 447        | 1,81         | 2 636        | 1,94        |               |             |               |               |
| Total                                       | Total                                       | Total                       | 135 276      | 100          | 0            | 135 744     | 100           | 2           | 2             | en stagnation |
| Abstention                                  | Abstention                                  | Abstention                  | 49 736       | 26,88        |              | 49 288      | 26,64         |             |               |               |
| Inscrits/Participation                      | Inscrits/Participation                      | Inscrits/Participation      | 185 012      | 73,12        | 185 032      | 73,36       |               |             |               |               |

#### Résultats par nuance
| Parti                  | Parti                  | Parti                  | Premier tour | Premier tour | Premier tour | Second tour | Second tour   | Second tour | Total Sièges | +/-           |
| Parti                  | Parti                  | Parti                  | Voix         | %            | Sièges       | Voix        | %             | Sièges      | Total Sièges | +/-           |
| ---------------------- | ---------------------- | ---------------------- | ------------ | ------------ | ------------ | ----------- | ------------- | ----------- | ------------ | ------------- |
|                        | Rassemblement national | RN                     | 43 548       | 33,56        | 0            | 46 101      | 35,73         | 0           | 0            | en stagnation |
|                        | Union de la gauche     | UG                     | 41 783       | 32,20        | 0            | 28 751      | 22,28         | 1           | 1            | 1             |
|                        | Les Républicains       | LR                     | 41 272       | 31,80        | 0            | 54 175      | 41,99         | 1           | 1            | 1             |
|                        | Extrême gauche         | EXG                    | 2 612        | 2,01         | 0            |             |               |             | 0            | en stagnation |
|                        | Reconquête             | REC                    | 563          | 0,43         | 0            | 0           | en stagnation |             |              |               |
|                        |                        |                        |              |              |              |             |               |             |              |               |
| Suffrages exprimés     | Suffrages exprimés     | Suffrages exprimés     | 129 778      | 95,94        |              | 129 027     | 95,05         |             |              |               |
| Votes blancs           | Votes blancs           | Votes blancs           | 3 051        | 2,26         | 4 081        | 3,01        |               |             |              |               |
| Votes nuls             | Votes nuls             | Votes nuls             | 2 447        | 1,81         | 2 636        | 1,94        |               |             |              |               |
| Total                  | Total                  | Total                  | 135 276      | 100          | 0            | 135 744     | 100           | 2           | 2            | en stagnation |
| Abstention             | Abstention             | Abstention             | 49 736       | 26,88        |              | 49 288      | 26,64         |             |              |               |
| Inscrits/Participation | Inscrits/Participation | Inscrits/Participation | 185 012      | 73,12        | 185 032      | 73,36       |               |             |              |               |

### Résultats par circonscription

#### Première circonscription
Député sortant : Francis Dubois (Nous France et Du courage, après avoir quitté Les Républicains le 12 juin,,,).
| Candidat                 | Candidat                 | Parti et coalition       | Nuance                   | Premier tour | Premier tour | Second tour | Second tour |
| Candidat                 | Candidat                 | Parti et coalition       | Nuance                   | Voix         | %            | Voix        | %           |
| ------------------------ | ------------------------ | ------------------------ | ------------------------ | ------------ | ------------ | ----------- | ----------- |
|                          | François Hollande        | PS (NFP)                 | UG                       | 24 720       | 37,63        | 28 751      | 43,10       |
|                          | Maïtey Pouget            | RN                       | RN                       | 20 298       | 30,89        | 21 141      | 31,69       |
|                          | Francis Dubois           | NF - DC (UDC)            | LR                       | 18 816       | 28,64        | 16 821      | 25,21       |
|                          | Marie-Thérèse Coinaud    | LO                       | EXG                      | 1 303        | 1,98         |             |             |
|                          | Gilles Oguinena          | REC                      | REC                      | 563          | 0,86         |             |             |
|                          |                          |                          |                          |              |              |             |             |
| Votes valides            | Votes valides            | Votes valides            | Votes valides            | 65 700       | 95,91        | 66 713      | 96,71       |
| Votes blancs             | Votes blancs             | Votes blancs             | Votes blancs             | 1 563        | 2,28         | 1 317       | 1,91        |
| Votes nuls               | Votes nuls               | Votes nuls               | Votes nuls               | 1 242        | 1,81         | 951         | 1,38        |
| Total                    | Total                    | Total                    | Total                    | 68 505       | 100          | 68 981      | 100         |
| Abstention               | Abstention               | Abstention               | Abstention               | 23 242       | 25,33        | 22 772      | 24,82       |
| Inscrits / participation | Inscrits / participation | Inscrits / participation | Inscrits / participation | 91 747       | 74,67        | 91 753      | 75,18       |

#### Deuxième circonscription
Député sortant : Frédérique Meunier (Les Républicains - Soyons Libres).
| Candidat                 | Candidat                 | Parti et coalition       | Nuance                   | Premier tour | Premier tour | Second tour | Second tour |
| Candidat                 | Candidat                 | Parti et coalition       | Nuance                   | Voix         | %            | Voix        | %           |
| ------------------------ | ------------------------ | ------------------------ | ------------------------ | ------------ | ------------ | ----------- | ----------- |
|                          | Valéry Élophe            | RN                       | RN                       | 23 250       | 36,28        | 24 960      | 40,06       |
|                          | Frédérique Meunier,      | LR - SL (UDC)            | LR                       | 22 456       | 35,04        | 37 354      | 59,94       |
|                          | Amandine Dewaele         | LÉ (NFP)                 | UG                       | 17 063       | 26,63        | Retrait     | Retrait     |
|                          | Sylvie Sicard            | LO                       | EXG                      | 1 309        | 2,04         |             |             |
|                          |                          |                          |                          |              |              |             |             |
| Votes valides            | Votes valides            | Votes valides            | Votes valides            | 64 078       | 95,97        | 62 314      | 93,34       |
| Votes blancs             | Votes blancs             | Votes blancs             | Votes blancs             | 1 488        | 2,23         | 2 764       | 4,14        |
| Votes nuls               | Votes nuls               | Votes nuls               | Votes nuls               | 1 205        | 1,80         | 1 685       | 2,52        |
| Total                    | Total                    | Total                    | Total                    | 66 771       | 100          | 66 763      | 100         |
| Abstention               | Abstention               | Abstention               | Abstention               | 26 494       | 28,41        | 26 516      | 28,43       |
| Inscrits / participation | Inscrits / participation | Inscrits / participation | Inscrits / participation | 93 265       | 71,59        | 93 279      | 71,57       |